# Fabian Menig
Fabian Paul Menig (* 26. Februar 1994 in Leutkirch im Allgäu) ist ein deutscher Fußballspieler.

## Karriere
Fabian Menig spielte in seiner Jugend beim FC Leutkirch, sowie beim FV Ravensburg. 2008 wechselte er zur Jugend des damaligen Zweitligisten SC Freiburg. Menig durchlief sämtliche Auswahlmannschaften des Württembergischen und des Südbadischen Fußballverbandes. Mit der Freiburger A-Jugend gewann er den DFB-Junioren-Vereinspokal 2011/12. Von 2013 bis 2015 absolvierte Menig 34 Spiele für die zweite Mannschaft des SC Freiburg in der Regionalliga Südwest. Im Sommer unterschrieb er einen Vertrag beim Drittligisten VfR Aalen, wo er am ersten Spieltag der Saison 2015/16 in der Startelf als Profispieler debütierte.
Zur Saison 2017/2018 unterschrieb der Verteidiger einen Zweijahresvertrag beim Drittligisten SC Preußen Münster, der auf eigenen Wunsch nicht verlängert wurde. Daraufhin wechselte er zur Saison 2019/20 zum österreichischen Bundesligisten FC Admira Wacker Mödling. Für die Admira kam er in jener Spielzeit zu 16 Einsätzen in der Bundesliga.
Im Juli 2020 wurde sein Vertrag bei den Niederösterreichern aufgelöst und er kehrte nach Deutschland zurück, wo er sich dem Drittligisten Hallescher FC anschloss, bei dem er einen bis Juni 2022 laufenden Vertrag erhielt. Verletzungsbedingt kam er jedoch in der folgenden Spielzeit zu lediglich neun Einsätzen und in der Vorrunde der darauffolgenden Saison 2021/22 zu keinem Einsatz, weshalb sein Vertrag im Januar 2022 vorzeitig aufgelöst wurde. Menig schloss sich daraufhin der zweiten Mannschaft des 1. FC Nürnberg in der Regionalliga Bayern an, bei der er Mannschaftskapitän wurde.